# 김대원 (1992년)
김대원(1992년 4월 24일 ~ )은 대한민국의 축구 선수로, 포지션은 미드필더이다.